# 米沢村 (千葉県)
米沢村（よねざわむら）とは、千葉県香取郡にかつて存在した村である。

## 地理
- 現在の神崎町の南部に位置する。
- 村域は台地と平地が入り組む谷戸が多い地形になっている。

## 歴史

### 沿革
- 1889年（明治22年）4月1日 - 町村制施行に伴い、武田村・新村・毛成村・古原村・植房村・立野村・大貫村・郡村が合併し、香取郡米沢村が発足。
- 1955年（昭和30年）4月19日- 米沢村は神崎町と合併し神崎米沢町となり、同日付けで神崎町となる。米沢村は消滅。

変遷表
| 1868年 以前 | 1868年 以前 | 明治18年 | 明治22年 4月1日 | 昭和30年 2月11日           | 現在   |
| ----------- | ----------- | -------- | --------------- | -------------------------- | ------ |
|             | 郡村        | 郡村     | 米沢村          | 神崎米沢町 即日改称 神崎町 | 神崎町 |
|             | 大貫村      |          | 米沢村          | 神崎米沢町 即日改称 神崎町 | 神崎町 |
|             | 立野村      |          | 米沢村          | 神崎米沢町 即日改称 神崎町 | 神崎町 |
|             | 武田村      |          | 米沢村          | 神崎米沢町 即日改称 神崎町 | 神崎町 |
|             | 新村        |          | 米沢村          | 神崎米沢町 即日改称 神崎町 | 神崎町 |
|             | 毛成村      |          | 米沢村          | 神崎米沢町 即日改称 神崎町 | 神崎町 |
|             | 郡村        |          | 米沢村          | 神崎米沢町 即日改称 神崎町 | 神崎町 |
|             | 古山村      | 古原村   | 米沢村          | 神崎米沢町 即日改称 神崎町 | 神崎町 |
|             | 原宿村      | 古原村   | 米沢村          | 神崎米沢町 即日改称 神崎町 | 神崎町 |
|             | 植房村      |          | 米沢村          | 神崎米沢町 即日改称 神崎町 | 神崎町 |

## 人口・世帯

### 人口
総数 [単位： 人]
| 1891年（明治24年） | 1,982 |
| 1903年（明治36年） | 2,251 |
| 1920年（大正 9年） | 2,176 |
| 1930年（昭和 5年） | 2,189 |
| 1940年（昭和15年） | 2,177 |
| 1955年（昭和30年） | 2,756 |

### 世帯
総数 [単位： 世帯]
| 1920年（大正 9年） | 399 |
| 1930年（昭和 5年） | 384 |
| 1940年（昭和15年） | 369 |
| 1955年（昭和30年） | 466 |

## 交通

### 鉄道
- 日本国有鉄道（ → 東日本旅客鉄道）
  - ■成田線
    - 郡駅（後の下総神崎駅）